# Mozdābād-e Qadīm
Mozdābād-e Qadīm (persiska: Mozdābād, مزدآباد, مزدآباد قديم) är en ort i Iran.   Den ligger i provinsen Khorasan, i den östra delen av landet, 700 km öster om huvudstaden Teheran. Mozdābād-e Qadīm ligger 1 918 meter över havet och antalet invånare är 249.
Terrängen runt Mozdābād-e Qadīm är lite bergig, och sluttar österut. Runt Mozdābād-e Qadīm är det glesbefolkat, med 10 invånare per kvadratkilometer. Närmaste större samhälle är Kākhk, 16,1 km norr om Mozdābād-e Qadīm. Omgivningarna runt Mozdābād-e Qadīm är i huvudsak ett öppet busklandskap.